# Ocularia fasciata
Ocularia fasciata är en skalbaggsart som beskrevs av Aurivillius 1907. Ocularia fasciata ingår i släktet Ocularia och familjen långhorningar. Inga underarter finns listade i Catalogue of Life.